# JPod
JPod är en roman av Douglas Coupland. Den gavs ut 2006. Precis som i en av hans tidigare romaner - Microslavar (1995) - handlar boken om en grupp dataprogrammerare. Denna gång bor de i Vancouver i Kanada.